# Тарнорудське водосховище
Тарнорудське водосховище — водойма, розташована на межі Тернопільської та Хмельницької областей.

## Історія давньої водойми
Існує інформація за Сицинським, що у Тарноруді була споруджена велика гребля 4 липня 1594 року. Адам Геронім Сенявський фактично з того часу стає господарювати у Тарноруді. Виходячи з цього, саме він є тою людиною, котра вперше змогла перегородити Збруч і використати його води для господарських цілей.
Тарнорудський став мав у своїй історії занепади і відновлення, багаторазові перебудови і зміни. Часто він просто зникав і на його місці було болото. У Йосифінській метриці за 1788 рік є згадка про Тарнорудський став. У ній говориться, що місто ділилось на дві частини: це земля для обробітку, орні землі, а також Став Тарнорудський, через який проходив державний кордон. Окрім цього, став належав державі. Дорога, що вела на греблю, називалась вулиця Гоцкова, або ще, як говорили, вулиця до води. Річка Збруч відділяє місто від передмість, на схід від міста був Збруч, на півночі висока гребля, котра утворювала великий розлогий Тарнорудський став.

## Тарнорудська ГЕС
У 1956 році на місці старого ставу зробили велике водосховище, плесо якого тягнулось до села Мислова. На його березі, окрім Тарноруди, були села Рожиськ, Оріховець, Канівка, Поляни і Мислова. На основі Тарнорудської ГЕС була створена локальна електромережа, в склад якої входили села Рожиськ, Фащівка, Турівка, Постолівка, Канівка, Ріпна, Зайчики та інші. У пізніший період Тарнорудська локальна електромережа стала складовою загальної мережі. Після ліквідації ГЕС у Тарноруді на місці водойми було споруджено три водойми.

## Тарнорудське водосховище
Водойма ГЕС поділилась на три ставки — Тарнорудський став площею 200 гектарів (Другий став), Канівський 50 гектарів і Полянський (Третій став) 150 гектарів. У радянський період рибне господарство Тарноруди було досить сильним і тут лиш з Тарнорудського ставу виловлювали до 200 тонн риби щороку.
В сучасний період на Тарнорудському ставу досі вирощують рибу і почали культивувати часом екзотичні види риб, як от товстолоб, амур та сом, які не є притаманними для українських водойм. Найбільші виловлені риби були з коропів вагою по 25 кілограмів, а сомів вагою 42 кілограми. Риба зі ставів не має неприємних запахів. Риба зі ставів славиться високими смаковими якостями. Стави щороку спускаються і просушуються. Також цікаво, що після спорудження трьох ставів Тарнорудський площею 200 гектарів має форму стопи і навіть у кінці є острів, що може символізувати цвях при розп'ятті. Цікавим фактом є те, що на ставу немає потопельників. Можливо, це пов'язано з якоюсь містикою або це просто така особливість ставу. З усім тим, історія ставу — це важливий аспект у розумінні історії Тарноруди та подекуди не лише її, а й навколишніх сіл. Став упродовж довгих століть слугував міждержавним кордоном і збереглась історія, яку записав польський прикордонник про пані, яка приходила до ставу.

## Легенда

### Елегантна леді на березі Тарнорудського ставу
У Тарноруду, містечко на Збручі, приїжджала щороку старенька леді. Вона сиділа на березі великого Тарнорудського ставу, куди їй приносили крісло, і годинами вона дивилася на той берег, що на радянській стороні. На горі видно було гарний замково-подібний палац. Вона розглядала Тарноруду, палац та його околиці. Дехто говорив, що ця елегантна леді — колишній власник цього майна та палацу.